# Trachtemyriv
Trachtemyriv (ukrainska: Трахтемирів, ryska: Трахтемиров: Trachtemirov, före detta Терехтемиров/Terechtemirov) är en by i Tjerkasy oblast i Ukraina.

## Historia
Orten var zaporizjakosackernas första huvudstad (innan Tjigirin, Baturin och Gluchov). Staden ligger i trakten av Kanivbergen. Kosackernas tid i Trachtemirov började 1578, när den polske kungen Stefan Batory trots sina meningsskiljaktigheter med kosackerna officiellt överlämnade staden till dessa. Då hette den Terechtemirov, medan namnet Trachtemirov dök upp senare, under andra halvan av 1600-talet. Terechtemirov var ett viktigt militärt centrum (bas): här förvarades vapen, krut, proviant. 
Under Bogdan Chmelnytskyjs uppror mot Polen 1648-1654 deltog en Terechtemirovskvadron som en del av Kanevregementet. I Terechtemirov sammankallades de kosackiska råden (det sista 29 oktober 1659), man valde överstar och hetmän.